# 400 Ducrosa
400 Ducrosa је астероид главног астероидног појаса. Приближан пречник астероида је 33,66 km,
а средња удаљеност астероида од Сунца износи 3,125 астрономских јединица (АЈ).
Инклинација (нагиб) орбите у односу на раван еклиптике је 10,535 степени, а орбитални период износи 2018,381 дана (5,526 година). Ексцентрицитет орбите астероида износи 0,115.
Апсолутна магнитуда астероида износи 10,10 а геометријски албедо 0,142.
Астероид је откривен 15. марта 1895. године.